# مورغان باول
مورغان باول (بالإنجليزية: Morgan Powell)‏ هو لاعب كرة قدم بريطاني، ولد في 27 مارس 2003.